# Wipperkotten

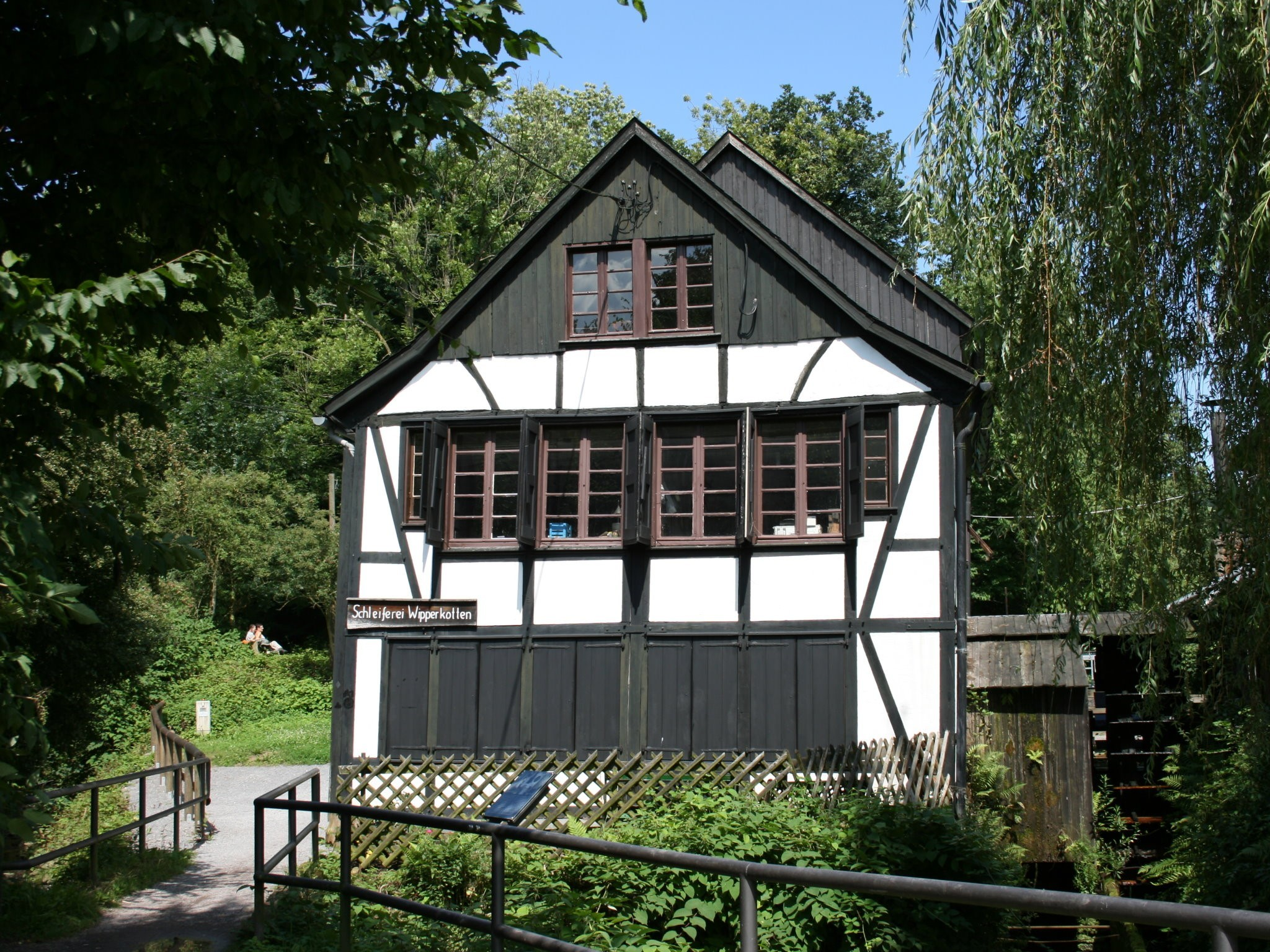
Der Wipperkotten an der Wupper

Der Wipperkotten ist einer von zwei weitgehend im Original erhaltenen Schleifkotten an der Wupper in der bergischen Großstadt Solingen. Er ist nach der benachbarten Hofschaft Wippe benannt und zählt zu den bekanntesten Wahrzeichen der Stadt Solingen.
Der Innenkotten des Wipperkottens wird als Wohnhaus genutzt, während der Außenkotten als Industrie- und Schleifermuseum betrieben wird.

## Lage und Beschreibung
Der Wipperkotten liegt abseits der geschlossenen Bebauung im südlichen Teil des Solinger Stadtgebiets im dortigen Stadtbezirk Burg/Höhscheid. Er befindet sich an einem Nordufer des Flusses Wupper, der auch die Stadtgrenze zu Leichlingen (Rheinland) bildet. Von der Straße Wipperaue zweigt eine Stichstraße ab, an der sich ein Besucherparkplatz befindet.

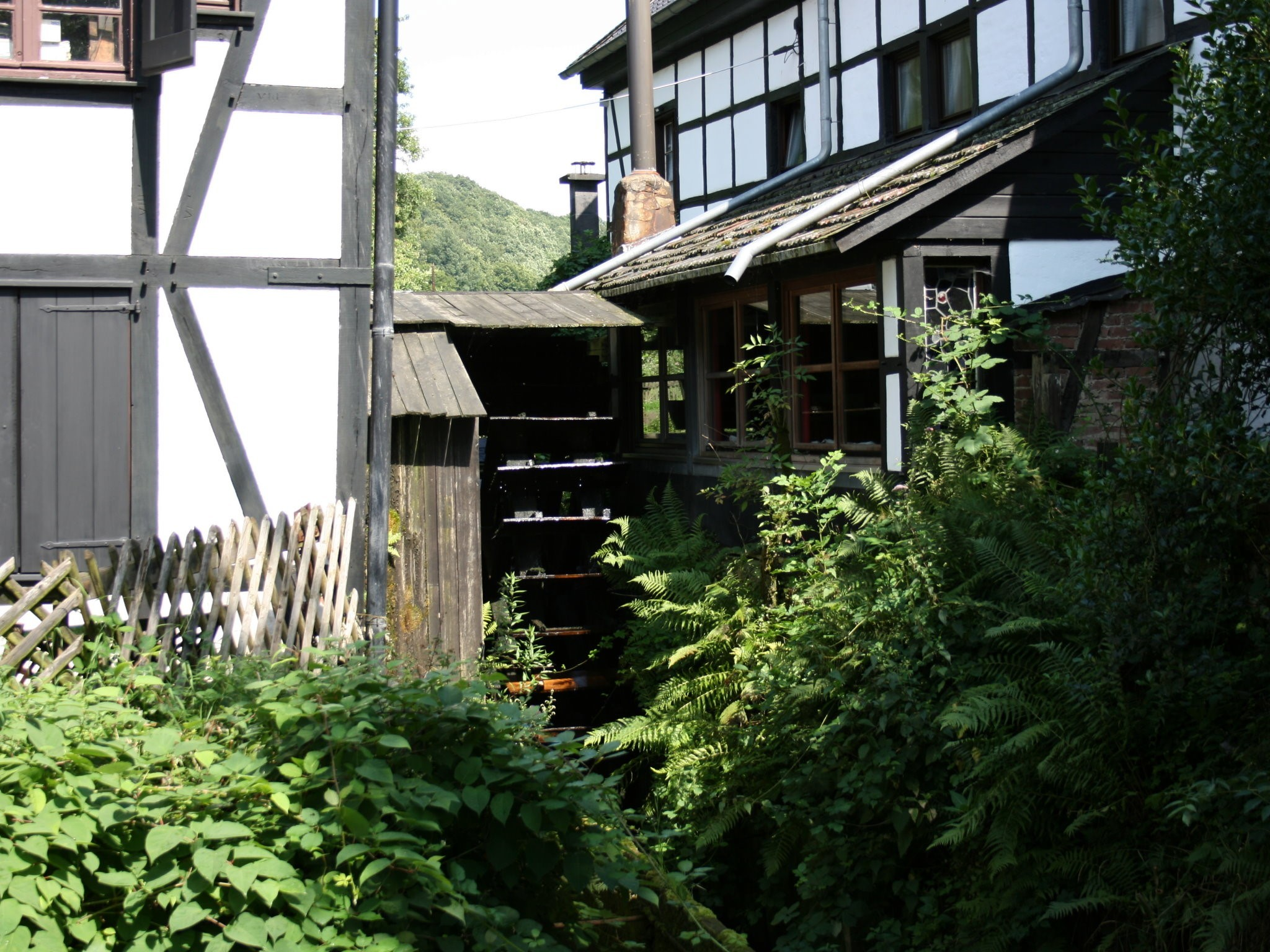
Wasserrad zwischen Außen- und Innenkotten

Es handelt sich bei dem Wipperkotten um eine Doppelkottenanlage, die in Fachwerkbauweise errichtet wurde. Die beiden zweigeschossigen Fachwerkgebäude mit Satteldach sind nur durch einen schmalen Wassergraben voneinander getrennt. Ein Obergraben zweigt von einem Wehr ab und führt den beiden unterschlächtigen Wasserrädern Wasser zu, die zwischen dem Innenkotten und den Außenkotten jeweils an eigenen Holzwellen aufgehängt sind und deren Kraft in mechanischen Antrieb von Schleifsteinen und Polierscheiben umgesetzt wird.
Mehrere Wanderwege führen am Wipperkotten entlang, so zum Beispiel der Klingenpfad oder der 2023 eröffnete Liewerfrauenweg, dessen Zielpunkt der Kotten ist. Der Erlebnisweg Wupper beginnt am Wipperkotten und führt entlang der Wupper bis zum Manuelskotten in Wuppertal-Cronenberg.

## Geschichte

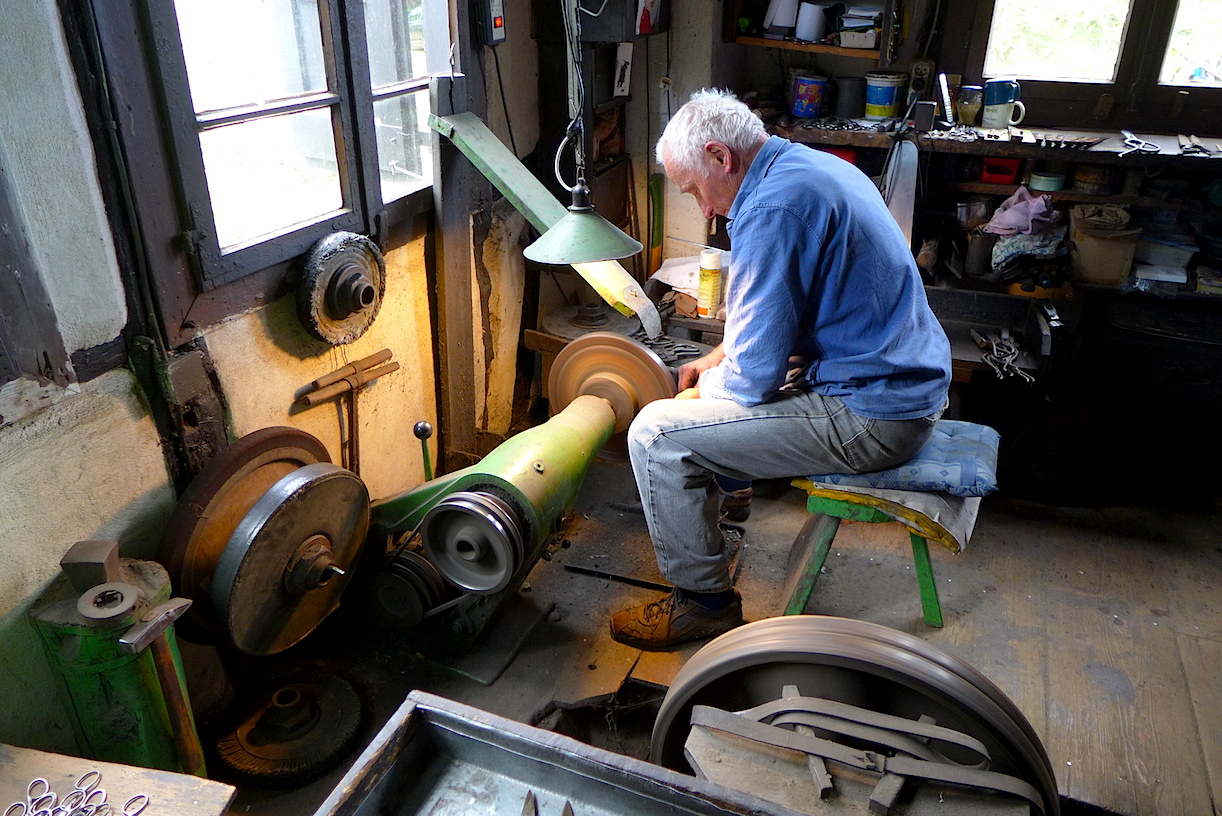
Arbeitsplatz eines Schleifers im Wipperkotten

Der Wipperkotten wurde vermutlich um 1600 erbaut. Er wird erstmals urkundlich im Jahr 1605 in den Pachtaufzeichnungen des Gutes Nesselrath erwähnt. Im 17. Jahrhundert waren in der Doppelkottenanlage zwischen 12 und 16 Arbeitsplätze für Schleifer vorhanden. Durch einen Gewehrschuss geriet im Jahr 1783 das Strohdach des Kottens in Brand; das Feuer vernichtete sowohl den Wipperkotten wie auch den angrenzenden Schaafenkotten. Er wurde kurze Zeit später wieder aufgebaut.:11
Im 19. Jahrhundert verfügte der Wipperkotten über ein sehr großes Einflussgebiet und damit über eine große Bedeutung für das Solinger Klingenhandwerk. Die Herkunft der Schleifer erstreckte sich nach Norden bis nach Kohlsberg und im Süden bis nach Leysiefen. Im Jahr 1858 brannte der Innenkotten nieder und wurde in der heutigen Form wieder aufgebaut. Der Außenkotten wurde aufgestockt.:12
Nach dem Zweiten Weltkrieg war der Wipperkotten in einem verfallenen Zustand. Während der Innenkotten, der zwischen der Wupper und dem Graben gelegen ist, nach 1954 von dem Künstler Hans Karl Rodenkirchen als Wohnhaus mit Atelier bzw. Ausstellungsraum umgenutzt wurde, arbeiten noch in den 1950er Jahren einzelne Schleifer im Außenkotten. Auf Initiative der Schleifer und eines Fördervereins konnte der Außenkotten in seiner traditionellen Funktion erhalten werden. Er wurde zur Außenstelle des LVR-Industriemuseums Solingen umgewandelt und wird noch heute von Heimarbeitern zum Schleifen genutzt.:12 In einer Ausstellung wird die Geschichte des Kottens und des Schleiferberufs dokumentiert.
Der Wipperkotten wurde durch das Hochwasser der Wupper 2021 schwer beschädigt und bis Mitte 2023 renoviert. Die Restaurierung des Museums wurde bis Anfang 2025 weitgehend abgeschlossen.

## Bedeutung und Denkmalschutz

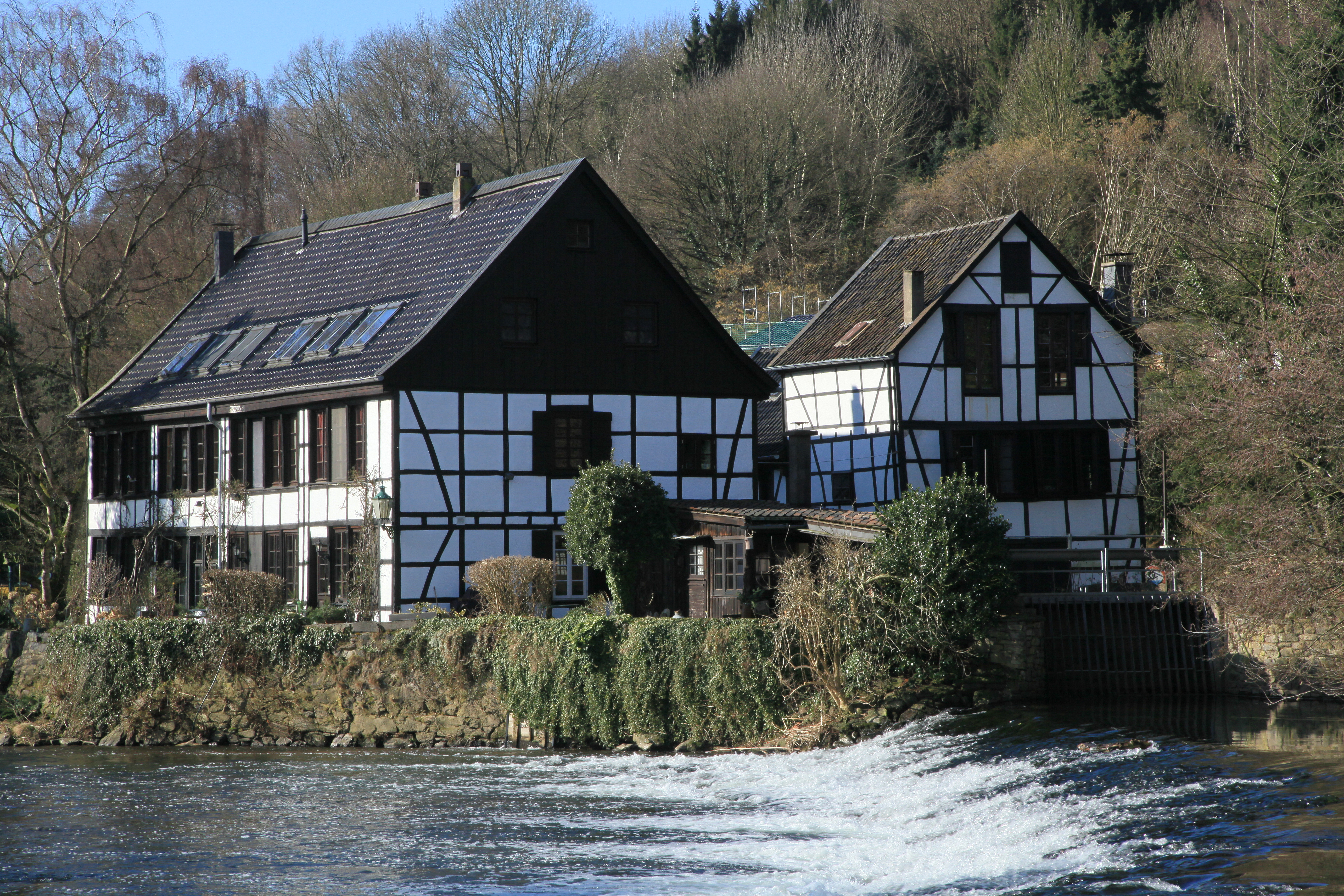
Wipperkotten mit Wehr von der Leichlinger Seite aus gesehen

Bereits in den 1950er Jahren gab es Bestrebungen, den Wipperkotten zu erhalten und in ein Schleifermuseum umzuwandeln. Dieses Vorhaben war beispiellos, denn viele andere ehemals genutzte Schleifkotten in Solingen wurden abgerissen, ohne dass dies Beachtung in der Öffentlichkeit fand. Der in private Hand übereignete Innenkotten wurde auf Initiative von Hans Karl Rodenkirchen bereits 1954 unter Denkmalschutz gestellt. Der Außenkotten ging in den Besitz der Stadt Solingen über, zur Einrichtung eines Museums kam es jedoch zunächst nicht. Die Schleifer wehrten sich gegen einen möglichen Abriss des Außenkottens und der Erhalt gelang schließlich durch ein Einschreiten des Landeskonservators.:12
Nach Einführung des neuen Denkmalschutzrechts wurde der Innenkotten des Wipperkottens als eines der ersten Objekte in Solingen am 14. September 1984 unter der laufenden Nummer 14 in die Solinger Denkmalliste eingetragen. Der Außenkotten folgte erst am 27. September 1985 unter der laufenden Nummer 620. Im Jahr 1994 wurden auch das feste Inventar des Kottens sowie Wehr und Wasserrad unter Denkmalschutz gestellt.:13
Der Wipperkotten ist neben dem Balkhauser Kotten der letzte original erhaltene Schleifkotten an der Wupper und damit ein wichtiges Zeugnis der Solinger Wirtschaftsgeschichte.